# Karl Michael Komma

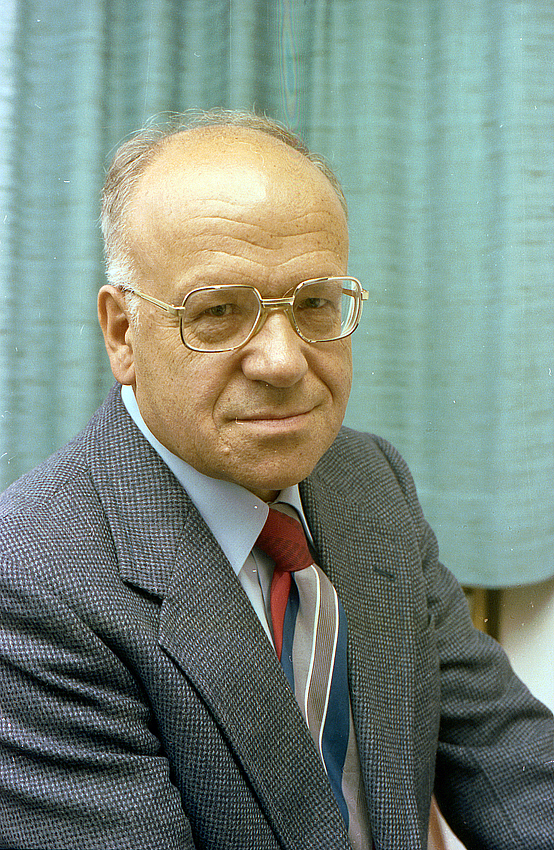
Karl Michael Komma (1978)

Karl Michael Komma (* 24. Dezember 1913 in Asch, Österreich-Ungarn; † 23. September 2012 in Memmingen) war ein deutscher Komponist und Musik-Publizist.

## Leben
Karl Michael Komma studierte an der Deutschen Musikakademie in Prag bei George Szell, Fidelio Finke, Franz Langer und Theodor Veidl, bevor er im Herbst 1934 nach Heidelberg kam, um bei Heinrich Besseler Musikwissenschaft zu studieren. Komma promovierte 1936 mit einer Dissertation über Jan Zach (1713–1773). In dieser Zeit betrieb er auch Kompositionsstudien bei Wolfgang Fortner, der sich als Dirigent für Komma einsetzte (Donaueschingen, Uraufführung der „Deutschen Tänze“ für Streichorchester, 1938).
Komma trat 1935 mit einer Kantate für eine NSDStB-Kundgebung in Erscheinung, er komponierte 1938 einen Jubelchor für den Anschluss des Sudetenlandes an das nationalsozialistische Deutschland und trat 1939 mit einem Pamphlet gegen den jüdischen Komponisten Gustav Mahler hervor. Von 1940 bis 1945 war Komma Leiter der Musikschule in Reichenberg, Sudetengau.
Komma wurde nach Ende des Zweiten Weltkriegs aus der Tschechoslowakei vertrieben. 1952 erhielt er den Nordgau-Kulturpreis der Stadt Amberg in der Kategorie „Musik“.
Komma lehrte von 1954 bis 1989 Musikgeschichte, Tonsatz und Komposition an der Musikhochschule Stuttgart und war als Musik-Publizist und Komponist mit umfangreichem Œuvre auch im hohen Alter noch tätig. 1981 wurde er zum ordentlichen Mitglied der Sudetendeutschen Akademie der Wissenschaften und Künste, Klasse der Künste und Kunstwissenschaften berufen.

## Werke (Auswahl)
- Zwei Konzerte für Klavier und Orchester
- Psalmenkantate
- Matthäus-Passion für Chor a cappella (1965)
- Lamento di Tristano für Orchester
- Triptychon Christ ist erstanden
- Lasso-Fantasie für Orgel
- Te Deum für Orgel
- Streichquartett
- Lieder nach Hölderlin, Celan und Härtling
- Hommage à Händel für Chor a cappella
- Die Hütte Gottes, Oratorium für Soli, Chor und Orchester (1977 uraufgeführt durch den Oratorienchor Ulm unter der Leitung von Edgar Rabsch anlässlich der 600-Jahr-Feier der Grundsteinlegung des Ulmer Münsters)
- Vier Stücke für Kammerorchester (1987, dem Reutlinger Jugendorchester (heute Junge Sinfonie Reutlingen) gewidmet)
- Elegie und Scherzo für Englisch-Horn und Orchester (1999, Rainer M. Schmid gewidmet)
- Drei Duos für Cello und Fagott (1986)
- Sapphische Strophen für Fagott, Violoncello und Klavier (1981, Friedrich Edelmann und Rebecca Rust gewidmet)
- Japanisch-deutsche Jahreszeiten 1995/96, Haikus für Fagott, Cello und Klavier
- Tanz des Grossen Friedens, Concerto grosso für Cello, Fagott, Klavier und Streichorchester (1993, gewidmet Seiner Kaiserlichen Majestät dem Kaiser Akihito von Japan und Seiner Kaiserlichen Majestät der Kaiserin Michiko von Japan)
- Choralsonate (3 Sätze) für Trompete oder Posaune und Orgel

## Publikationen
- Johann Zach und die tschechischen Musiker im deutschen Umbruch des 18. Jahrhunderts. Heidelberg, Phil. Diss., 1939. – Würzburg, 1938 (Auch beim Bärenreiter-Verlag, Kassel, als: Heidelberger Studien zur Musikwissenschaft. Band 7)
- Das böhmische Musikantentum. Ph. Hinnenthal, Kassel 1960
- Musikgeschichte in Bildern. Alfred Kröner, Stuttgart 1961
- Gedanken zu meinem Beruf [in:] Sudetendeutscher Kulturalmanach [Band] V. Hg. von Josef Heinrich, Sudetendeutsche Landsmannschaft. Delp, München [1963]
- Lieder und Gesänge nach Dichtungen von Friedrich Hölderlin [Singstimme/Klavier]. Mit Einleitung und Erläuterungen (Hg. von Karl Michael Komma). J. C. B. Mohr (Paul Siebeck), Tübingen 1967 (= Schriften der Hölderlin-Gesellschaft, 5)
- LP Karl Michael Komma: Orgelwerke (Passacaglia „Erschienen ist der herrlich Tag“) 1962; Te Deum 1967; Choralpartita „Ich wollt, daß ich daheime wär“ 1970; Triptychon „Christ ist erstanden“ 1964. LP 30 cm Stereo. Corona, Tübingen (VNr. SM 30 024) [1971]. Rudolf Walter, Orgel (Rottweiler Münster, Klais IV/52), Einführungen vom Komponisten
- LP Karl Michael Komma: Psalmenkantate (Psalm 1 für Tenor, Chor und Instrumente, Psalm 47 für Chor a cappella, Psalm 97 für Soli, Chor und Instrumente). Autorisierte Aufnahme. Corona, Tübingen (VNr. SM 30 018) [1971]. LP 30 cm Stereo. Herrad Wehrung, Sopran; Elisabeth Wacker, Alt; Georg Jelden, Tenor; Reutlinger Madrigalchor, Bläserensemble des Süddeutschen Rundfunks, Leitung Felix Groß. – Beilage: Textheft mit Einführungen des Komponisten
- Karl Michael Komma: Matthäus-Passion. Autorisierte Aufnahme. Corona, Tübingen (VNr. SM 30 009) [1971]. LP 30 cm Stereo. Herrad Wehrung, Sopran I; Gudrun Schmid, Sopran II; Brigitta Spohn-Gerlach, Alt; Manfred Gerbert, Tenor; Ulrich Schaible, Baß I; Wolfgang Herrlitz, Baß II; Ev. Kantorei Balingen, D: Gerhard Rehm, Mit Einführung des Komponisten
- LP Abgesänge von Leben, Traum und Tod. Werke: Zemlinsky, Sechs Gesänge nach M. Maeterlinck, Op. 13; Webern, Fünf Lieder auf Gedichte von R. Dehmel; Komma, Vier Lieder nach Texten von P. Celan. LP 30 cm Stereo. Ursula Gerlach, Mezzosopran; Karl Michael Komma, Klavier, Einführungen: Reinhard Gerlach. audite, Ostfildern (VNr. FSM 63 412) [ca. 1975]
- Musikerziehung in Württemberg (aus dem Festvortrag zum 125-jährigen Jubiläum der ältesten Musikschule des Landes in Giengen an der Brenz, 6. November 1976) u. a. Stuttgart 1976 (= Musikpädagogik in Württemberg. Forschungsbericht, I)
- (Red.) Gedenkschrift Martin Gümbel [mit Werkverzeichnis]. Hg. von Landesverband Baden-Württemberg Deutscher Tonkünstler und Musiklehrer e. V., Stuttgart 1987
- Komponieren aus meiner Sicht. 1988. Aldus-Presse, Reicheneck 1988
- Klanggebilde – Bildanklänge. Aufsätze und Reden. Peter Lang, Frankfurt a. M. (1991) (= Quellen und Studien zur Musikgeschichte von der Antike bis zur Gegenwart, hg. von M. v. Albrecht, 25)
- Mozart und seine Zeit. Reicheneck, Aldus-Presse (1991) (= 57. Ausgabe der Aldus-Presse Reicheneck)
- CD Karl Michael Komma: Chronicon 1990 – Klaviersuite zur Bildfolge „Der Sturmbock“ von HAP Grieshaber. Les Ponts 1983 – Sechs Impromptus für Klavier. Bietigheim-Bissingen, Cadenza (Bayer) (VNr. CAD 800883) (1992). CD. Friedemann Treutlein, Klavier. Einführungen: K. M. Komma.
- „Gib mir deine Hand“ – zu Franz Schuberts Musik vom Tode (Dem Andenken Georg von Albrechts). Offprint [Sonderdruck aus International Journal of Musicology, 3]. Peter Lang, Frankfurt a. M. usw., 1994
- Lebenswege. Autobiographische Skizzen und Werkverzeichnis. Carus, Stuttgart 1999

## Ehrungen
- 1952: Nordgau-Kulturpreis der Stadt Amberg
- 1968: Johann-Wenzel-Stamnitz-Preis der Künstlergilde Esslingen
- 1982: Großer Sudetendeutscher Kulturpreis
- 1984: Verdienstorden des Landes Baden-Württemberg
- 1989: Bundesverdienstkreuz 1. Klasse